# Prążkopiór czarnołbisty
Prążkopiór czarnołbisty (Actinodura sodangorum) – gatunek średniej wielkości ptaka z rodziny pekińczyków (Leiotrichidae), opisany po raz pierwszy w 1998. Występuje na granicy Wietnamu i Laosu. Bliski zagrożenia wyginięciem.

## Taksonomia
Po raz pierwszy gatunek opisali Eames, Trai, Cu i Eve w 1998. Opis ukazał się na łamach czasopisma „Ibis”. Holotyp, dorosła samica, został odłowiony 15 maja 1996 na górze Ngọc Linh (na wysokości 2100 m n.p.m.) w prowincji Kon Tum w Wietnamie. Został przekazany do Muzeum Historii Naturalnej w Tring. Najbardziej spośród znanych przed opisaniem gatunków prążkopiór czarnołbisty przypomina prążkopióra okularowego (A. ramsayi), jednak jest znacznie ciemniejszy od wszystkich znanych wcześniej prążkopiórów. Do tego posiada unikatowe elementy upierzenia: czarny wierzch głowy, grube pasy na gardle i rozległe czarne krawędzie lotek I i II rzędu. Gatunek został zaakceptowany przez Międzynarodowy Komitet Ornitologiczny; nie wyróżnia się podgatunków.

## Morfologia
Autorzy oryginalnego opisu mieli dostęp do dwóch okazów muzealnych – holotypu, dorosłej samicy, i paratypu – samca. Nie występują znaczące różnice w upierzeniu. Wymiary szczegółowe obu okazów (w kolejności): długość skrzydła: 89 i 88 mm, długość dzioba – 17,5 i 19,5 mm, długość skoku – 31 i 33 mm, długość ogona – 133 i 137 mm.
Opis dotyczy holotypu. Pióra na czole jasne, płoworóżowawe, przez stosiny przebiega czarny pas. Wierzch głowy czarny, prócz piór czarnych występują też szare z czarnymi plamami na środku. Z tyłu głowy upierzenie nabiera winnoszarego odcieniu. Grzbiet, kuper i pokrywy nadogonowe mają kolor oliwkowobrązowy. Na grzbiecie i kuprze występują niezbyt wyróżniające się, poprzeczne ciemniejsze pasy; wyraźniejsze są na barkówkach i pokrywach nadogonowych. Ogon stopniowany, występuje 12 sterówek. Ogółem są czarniawobrązowe i wszystkie posiadają białe zakończenia, jednak najbardziej wewnętrzna para u nasady ma kolor kasztanowy. Wszystkie pióra, najintensywniej 3 wewnętrzne, są czarno paskowane. Od spodu ogon jest szarobrązowy, również widać paskowanie. Pokrywy skrzydłowe mniejsze mają kolor oliwkowobrązowy, widać czarne paskowanie; niektóre pióra mają szerokie czarne centra. Pokrywy skrzydłowe średnie zamiast oliwkowobrązowego mają w większości kolor płowobrązowy. Pokrywy skrzydłowe większe cechuje jasny, rdzawopomarańczowy odcień; mają paski na całej długości lub czarną chorągiewkę wewnętrzną; jedynie najbardziej wewnętrzne z tych pokryw zlewają się kolorystycznie z grzbietem. Podstawowym kolorem na lotkach jest czarnobrązowy; występują również pasy – płowe, pomarańczowopłowe i kasztanowe. Widoczna biała obrączka oczna, kantarek czarniawy. Na policzkach można dostrzec cieplejsze, brązowe i winne odcienie, które w kierunku boków szyi przechodzą w szare. Gardło, pierś i brzuch mają kolor rdzawopomarańczowy, na bokach i brzuchu wpadający w brązowy. Na pokrywach podogonowych występują charakterystyczne pasy. Tęczówka ciemnobrązowa, górna szczęka w kolorze rogu (żuchwa również), nogi i stopy szare.

## Zasięg i ekologia
Prążkopiór czarnołbisty jest znany (stan w 2020) z siedmiu lokalizacji w zachodnim Wietnamie i co najmniej trzech w południowo-wschodnim Laosie. Występuje głównie w lasach wtórnych i wiecznie zielonych, stwierdzany na wysokościach 1000–2400 m n.p.m. Jedne z nowszych doniesień pochodzą z lasu mglistego z drzewami wiecznie zielonymi i wrzosowatymi, wilgotnych obszarów z wysokimi trawami i otwartego lasu sosnowego. Autorzy pierwszego opisu obserwowali prążkopióry czarnołbiste przebywające pojedynczo lub w parach, wraz z innym gatunkiem – sójkownikiem białobrzuchym (Heterophasia melanoleuca).

## Status i zagrożenia
IUCN od 2013 uznaje prążkopióra czarnołbistego za gatunek bliski zagrożenia (NT, Near Threatened). Wcześniej, w latach 2000–2012 uchodził za narażonego na wyginięcie (VU, Vulnerable). Liczebność populacji szacuje się na 6600 – 13 400 dorosłych osobników, a jej trend uznaje się za stabilny. Zagrożenie dla gatunku stanowi prawdopodobnie wycinka; w latach 1976–1995 w Ngọc Linh Nature Reserve w Wietnamie zniszczono 13% lasów wiecznie zielonych. Z drugiej strony gatunek pojawia się w zadrzewieniach wtórnych, nie jest więc jasne, czy wycinka jest poważnym zagrożeniem.